# James Henry (Wasserspringer)
James Edward „Jim“ Henry (* 4. September 1948 in San Antonio, Texas) ist ein ehemaliger US-amerikanischer Wasserspringer.

## Lebenslauf
Jim Henry wurde 1948 in San Antonio geboren und wuchs in Dallas auf. Im Alter von 9 Jahren begann er mit dem Wasserspringen. Henry wurde während er die Hillcrest High School besuchte von Dave Browning, Vater des Olympia-Siegers von 1952, "Skippy" Browning, trainiert. In dieser Zeit konnte er seine ersten Titel auf Landesebene gewinnen. Er besuchte vier Jahre die Indiana University und wurde hier von Hobie Billingsley trainiert, einem der prägenden Trainer seiner Zeit. In diesem Zeitraum gewann er 4 Big Ten Championships, fünf Titel bei der NCAA und 10 AAU-Titel vom 1- und 3-Meter-Brett.
Jim Henry, der als einer der besten Springer aller Zeiten vom 1-Meter-Brett gilt, nahm an den Olympischen Spielen 1968 vom 3-Meter-Brett teil. Hier wurde er hinter Bernard Wrightson und Klaus Dibiasi Dritter.
Henry, der im Jahr 1969 als weltbester Springer geführt wurde, schloss sein zahnärztliches Studium an der Indiana University ab und praktizierte nach seiner sportlichen Karriere als Zahnarzt in Colorado Springs.
Seine Frau Sue und er haben zwei Kinder und fünf Enkelkinder.
Er wurde 1984 in die Hall of Fame seiner Universität und 2017 in die Texas Swimming & Diving Hall of Fame aufgenommen.